# Миролюбное
Миролюбное (укр. Миролюбне) — село в Хмельницком районе Хмельницкой области Украины.
Население по переписи 2001 года составляло 770 человек. Почтовый индекс — 31160. Телефонный код — 3854. Занимает площадь 2,673 км². Код КОАТУУ — 6824285601.

## Местная власть
31160, Хмельницкая обл., Хмельницкий р-н, с. Миролюбное